# Whitehall House
 (novembre 2020).
Whitehall House, aux 41 et 43 Whitehall, à Londres, est un bâtiment classé Grade II conçu en 1904 par le cabinet d'architectes Treadwell & Martin.